# Шаг над пропастью
Шаг над пропастью (исп. Un paso al abismo) — мексиканский мелодраматический мини-сериал с элементами драмы 1958 года производства Telesistema Mexicano.

## Синопсис
Телесериал, вышедший на экраны 22 декабря 1958 года вызвал шквал недовольства у телезрителей из-за скучного сюжета, но подобранная актёрская плеяда позволило телесериалу запомниться на долгие годы — Сильвия Дербес, Энрике дель Кастильо, Кета Лават, Лоренсо де Родас и Луис Беристайн ранее были известны в мексиканском национальном кинематографе и в телесериале дебютировали впервые (кроме Сильвии Дербес, у которой дебют в теленовеллах состоялся гораздо раньше). Создатели телесериала хотели создать несколько десятков серий, но из-за низких рейтингов телесериал был прерван уже 2 января 1959 года. Телесериал, который должен был получить статус теленовеллы, в итоге получил статус мини-сериала. С этого времени телевизионщики стали намного лучше создавать сюжеты к будущим телесериалам и теленовеллам.

## Создатели телесериала

### В ролях
- Сильвия Дербес
- Луис Беристайн
- Энрике дель Кастильо
- Лоренсо де Родас
- Мария Хентиль Аркос
- Барбара Хиль
- Кета Лават
- Мариано Рекуена